# Rudolf Wagner
Rudolf Wagner (30. lipnja 1805. – 13. svibnja 1864.) bio je njemački anatom i fiziolog, koji je sudjelovao u otkrivanju germinalnog vezikula ženskog oovuma, te dao važne doprinose istraživanju ganglija, živčanih okončina i simpatičkih živaca.
Wagnerova aktivnost kao autora bila je ogromna, kao i širina tema o kojima je pisao. 
Studije medicine počeo je u Erlangen 1822., dok je završio 1826. u Würzburgu, gdje je učio medicinu od Johann Lukas Schönleina i komparativnu anatomiju od Karl Friedrich Heusinger.
Pomoću javne stipendije proveo je nekoliko godina učeći u botaničkom vrtu "Jardin des Plantes", pod paskom Georges Cuvier poznatog zoologa, te istraživajući u okolici Cagliarija i drugih mjesta na Mediteranu. Nakon povratka u Njemačku otvorio je privatnu ordinaciju u Augsburg, da bi nekoliko mjeseci kasnije dobio akademski položaj prosektora u Erlangenu. Godine 1832. postao je profesor zoologije i komparativne anatomije. Položaj je držao sve do 1840., kada je pozvan da naslijedi mjesto J.F. Blumenbach u Göttingen. U Göttingen je ostao do svoje smrti radeći najviše administrativne poslove, te narušenog zdravlja tuberkulozom.